# Distretto dell'Alto Subansiri
Il distretto dell'Alto Subansiri è un distretto dell'Arunachal Pradesh, in India. Il suo capoluogo è Daporijo.